# Szachtinsk
Szachtinsk, Szachtyńsk (kaz. Шахтинск) – miasto w Kazachstanie w obwodzie karagandyjskim, około 56 tysięcy mieszkańców (2006). Prawa miejskie 1961.